# Soňa Ehlerová
Soňa Ehlerová (* 1972) je česká astronomka, která se zabývá především galaxiemi a mezihvězdným materiálem.
Vystudovala Matematicko-fyzikální fakultu Univerzity Karlovy. V roce 2005 jí byla udělena Prémie Otto Wichterleho za práci v oblasti věd o neživé přírodě. Je českou zastupitelkou Mezinárodní astronomická unie v oblasti popularizace a členkou Evropské jižní observatoře. Působí jako výzkumná pracovnice na Astronomickém ústavu Akademie věd České republiky.